# Louis Vigée
Pour les articles homonymes, voir Vigée.
Louis Vigée, né le 2 février 1715 à Paris, est un peintre pastelliste français. Il est le père de la portraitiste Élisabeth Vigée Le Brun et du dramaturge et écrivain Étienne Vigée. Sa compagnie est recherchée, non seulement pour ses qualités artistiques, mais aussi pour son caractère agréable, communicatif et son sens de l’humour.
Il bénéficiait d’une certaine notoriété de son vivant, avant de tomber dans l’oubli jusqu’à la fin du XIXe siècle, évincé par la célébrité de sa fille, dont il a su déceler le talent. Il meurt prématurément le 9 mai 1767, en son domicile parisien, des suites d’un sepsis. Ses enfants sont alors âgés de douze et neuf ans.
Aucun catalogue complet de ses œuvres n’a été publié. Elles ne sont pas toutes signées et nombre d’entre elles lui sont attribuées. Quelques-unes ont été gravées par plusieurs artistes contemporains, célèbres en leur temps. L’historien de l’art britannique Neil Jeffares, dans l’ouvrage Dictionary of pastellists before 1800, publié en 2006, consacre un chapitre à Louis Vigée ainsi qu’à son œuvre, complété par un classement chronologique des pastels datés de la période 1742-1764.

## Biographie

### Enfance et famille
Louis Vigée naît le 2 février 1715 rue Transnonain à Paris (située dans l’actuel 3e arrondissement), fils d’Alexandre Vigée, maître cordonnier  et de Marguerite Trouvery. Il est baptisé le lendemain  en l’église Saint-Nicolas-des-Champs. Son parrain est Louis-Pierre Poissant (petit-neveu de l’architecte Thibault Poissant ), sculpteur et sa marraine Veuve Geneviève Bertin. Aucune information n'est disponible en ce qui concerne ses études.
À l’âge de trente-cinq ans, il se marie avec Jeanne Maissin, vingt-deux ans, fille d’un marchand-laboureur luxembourgeois , le lundi 17 juillet 1750, en l’  Église Saint-Eustache. C’est une femme très belle, d’un caractère plutôt austère. Très pieuse, elle ne manque jamais la grand-messe ;
Deux enfants naissent de cette union, la portraitiste Élisabeth Vigée Le Brun en 1755, Étienne Vigée dramaturge et écrivain, en 1758.

### Caractère
Dans ses Souvenirs, sa fille relate quelques anecdotes concernant le caractère de son père.Elle le décrit comme étant un homme très communicatif, qui  répand la gaieté autour de lui et dont la compagnie est très recherchée. Parfois il se montre distrait. Ainsi, un soir, il sort vêtu pour aller dîner en ville, l’épée au côté. Mais chemin faisant, il pense au tableau qu’il est en train de peindre. Un idée de retouche lui vient à l’esprit. Il fait demi-tour, rentre chez lui, retire sa perruque et se coiffe d’un bonnet de nuit pour travailler. Lorsqu’il ressort, un peu plus tard, il conserve cette apparence. Heureusement, un voisin lui en fait la remarque avant qu’il ne se soit éloigné.
Il a le sens de l’humour. Un jour qu’il fait le portrait d’une femme, il remarque que celle-ci contorsionne ses lèvres pour réduire la largeur de sa bouche. Il lui dit : « Ne vous tourmentez pas ainsi, madame, pour peu que vous le désiriez, je ne vous en ferai pas du tout. »
L’historien de l’art britannique  Neil Jeffares suggère qu’à ces qualités on peut ajouter la modestie, car aucun autoportrait de lui n’est parvenu jusqu’à nous, ce qui laisse supposer qu’il n’en a pas réalisé,.

### Père clairvoyant
En 1766, Élisabeth, l’aînée des deux enfants du couple Vigée, est âgée de onze ans. Elle  est pensionnaire au couvent de la Trinité où elle reçoit une éducation raffinée, comme il convient  à une jeune fille de sa condition. Élève douée pour le dessin, elle crayonne des figures, non seulement dans ses cahiers mais aussi sur les murs du dortoir. Si bien qu’un jour, son père, en voyant l’un d’elles représentant un homme barbu, décèle aussitôt en elle un réel talent artistique. Il dit alors: « Tu seras peintre mon enfant, ou jamais il n’en sera, ». Peu après, elle réintègre la maison familiale, rue de Cléry. Il lui donne ses premières leçons pendant un an, avant de disparaître tragiquement.
Il ne saura jamais qu’il avait vu juste. Quelques années plus tard, sa petite Élisabeth devient une portraitiste célèbre et très recherchée. Mais celle-ci tombe dans l’oubli après sa mort, survenue en 1842, son image étant par trop associée à la période monarchique et, surtout, à cause de sa proximité avec la reine Marie-Antoinette. Il faut attendre la fin du XXe siècle pour que son talent soit redécouvert. Elle est aujourd’hui mondialement reconnue, considérée comme étant une portraitiste majeure de l’Ancien régime. Dans ses Souvenirs elle parle avec amour de son père adoré qui la « comblait de bontés et d’indulgence ».
Louis Vigée est beaucoup moins proche de son fils Étienne, enfant préféré  de sa mère qui lui passe tous ses caprices, alors qu’elle se montre sévère avec sa fille.

### Fin de vie et mort
II meurt le samedi 9 mai 1767 en son domicile parisien, rue de Cléry, à cinquante-deux ans, emporté par un sepsis au terme de deux mois de souffrance, après avoir avalé une arête de poisson. Cette triste fin affecte profondément sa fille Élisabeth, alors âgée de douze ans. Elle se remémore ce moment douloureux dans ses Souvenirs, écrits en 1835: 

« Je venais de passer une année de bonheur dans la maison paternelle, quand mon père tomba malade. Il avait avalé une arête qui s’était fixée dans son estomac, et qui pour en être extirpée, nécessita plusieurs incisions (...) et après deux mois de souffrance, l’état de mon père ne laissa aucun espoir de guérison.(...) Lorsqu’il se sentit près de ses derniers moments, mon père désira revoir mon frère et moi. Nous nous approchâmes tous deux de son lit, en sanglottant (...) Nous prîmes sa main glacée, et nous la couvrîmes de baisers en l’arrosant de larmes. Il fit un effort, se souleva pour nous donner sa bénédiction: Soyez heureux, mes enfans, dit-il. Une heure après, notre excellent père n’était plus ! »

Les obsèques sont célébrées le lendemain, dimanche 10 mai, en l’Église Saint-Eustache.

## Carrière
Comme c'est déjà le cas au sujet de sa scolarité, aucune information n'est disponible en ce qui concerne sa formation artistique. Aucune biographie détaillée ni catalogue complet répertoriant les œuvres de Louis Vigée n’ont été publiés. Son nom est brièvement mentionné par Ferdinand Hœfer dans sa Biographie générale de 1866, et par Adolphe Siret dans son Dictionnaire historique des peintres en 1874. Au XXe siècle, quelques historiens ou critiques  les citeront, ou se réfèreront au Souvenirs d'Élisabeth Vigée, sans approfondir leurs recherches.
Ce n’est qu’en 2006 que l’historien de l’art britannique Neil Jeffares comble en partie cette lacune dans son ouvrage Dictionary of pastellists before 1800. Premier auteur à consacrer plusieurs pages à l'artiste, il résume  les principales étapes de la vie du peintre et propose une liste non exhaustive de ses œuvres, sujets originaux ou copies. La plupart sont signées, d’autres lui sont attribuées. Toutefois, selon Jeffares, un certain nombre d’entre elles sont en fait  des pastiches avec de fausses signatures. L’historien a établi une liste chronologique de trente-trois pastels datés réalisés entre 1742 et 1764,,.
En 1742 son talent de pastelliste est déjà affirmé. Le 20 mars 1743 il est reçu  en tant que membre de l'Académie de Saint-Luc. Il expose dans les salons et devient un peintre très recherché: artistes, politiciens, financiers se pressent dans son atelier. Toutefois, il ne fait aucun doute que certaines de ses œuvres sont des imitations d’autres maîtres, comme François Boucher par exemple.

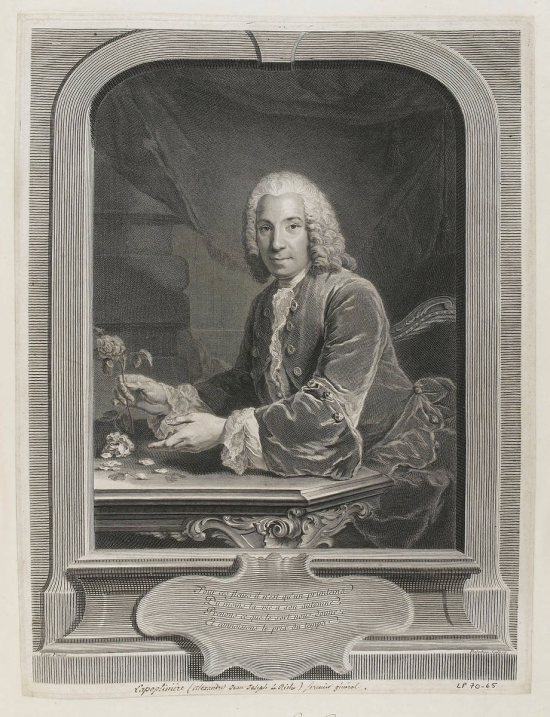
J-Joseph Bachelou,
Le Riche de la Popelinière (detail), gravure, vers 1747, d’après Louis Vigée.

### Interprétation en gravure
Des maîtres graveurs de renom, comme Jean-Joseph Balechou et Jean-Georges Wille, Jacques-Louis Touzé réalisent des estampes d’après ses portraits :  du lieutenant général de police Antoine de Sartine, du chirurgien Antoine Petit, du fermier général Le Riche de La Popelinière, de l’ingénieur  Bernard de Belidor , du  médecin professeur royal  Jean Astruc  et aussi Pierre-François Basan qui reproduit deux scènes de genre.

## Postérité
Quelques-unes de ses œuvres appartiennent à des musées, d’autres à des collectionneurs privés. Au XXIe siècle, des pastels sont proposés dans les ventes aux enchères organisées par les maisons artnet, Artcurial, Christie's , Drouot , Sotheby's.

### Avis et critiques
Bien qu’ayant été apprécié par ses contemporains , le nom de Louis Vigée n’est mentionné dans un ouvrage de référence qu’en 1866, dans la Biographie générale de Hœfer , soit un siècle après sa mort (si l'on excepte les Souvenirs de sa fille quelques années plus tôt). Suivront quelques brèves évocations, jusqu’à l’étude plus détaillée de Neil Jeffares en 2006. En voici la chronologie :
- 1835-1837 : Élisabeth Vigée Le Brun émet au sujet de l’œuvre de son père, un avis que partagera, le critique belge Louis Dumont-Wilden soixante-dix ans plus tard (cf. ci-dessous). Dans ses Souvenirs elle écrit:

« Mon père, nommé Vigée, peignait fort bien au pastel ; il y a même des portraits de lui qui seraient dignes du fameux Latour (sic). Il a fait aussi des tableaux à l’huile, dans le genre de Wateau (sic). Celui que vous avez vu chez moi est d’une charmante couleur et plein d’esprit. »

- 1866 : Ferdinand Hœfer mentionne Louis Vigée dans la Nouvelle Biographie générale, t. 46. Le jugement est sans appel :

« Vigée (Louis), peintre français, né en 1727, mort en 1767, à Paris. Il y peignit le portrait et le genre, mais sans s’élever au dessus de la médiocrité. Toutefois il sut comprendre et diriger les rares dispositions de sa fille (voy . Le Brun) et l’on peut dire qu’elle fut son plus bel ouvrage. »

  On remarquera qu’il se montre à peine plus enthousiaste avec  sa fille, dont  « les rares dispositions » ne suffisent pas pour qu’elle ait sa propre entrée, renvoyant  à celle de son mari.
- 1874 : Adolphe Siret, dans son Dictionnaire historique des peintres, résume ce qu'à écrit la fille du peintre dans ses Souvenirs (sans préciser ses années de naissance et de mort):

« Vigée (Louis). XVIIIe siècle. Portrait et genre. Il est le père de Louise-Élisabeth Vigée, devenue Madame Lebrun. Sa Maison était le lieu de réunion d’un grand nombre d’hommes distingués qui tous l’aimaient et l’estimaient. Mort jeune à la suite d’un accident. Artiste estimé surtout dans le portrait ; coloris agréable et transparent ; touche spirituelle ; auteur de jolis pastels. »

- 1909 : Louis Dumont-Wilden, critique belge  écrit dans son ouvrage Le  Portrait en France, se fait l’écho de l’avis émis par Élisabeth Vigée Le Brun:

« Cet excellent peintre, très peu et très mal connu, a été complètement écrasé par la réputation de s fille, Mme Vigée-Lebrun. On ne sait presque rien de lui, et la plupart de ses œuvres ont sans doute été attribuées à des maîtres plus illustres dans les collections publiques et privées où elles figurent. Les rares portraits que l’on a de lui sont très vivants, et d’un goût vraiment exquis: c’est ce qui a permis, du reste, à un grand nombre de collectionneurs de les attribuer  à La Tour. »

- 1918 : André Rostand, historien, publie un article intitulé Documents inédits concernant le peintre Louis Vigée, dans lequel sont mentionnées, pour la première fois, ses dates de naissance, de mariage et de mort, mais sans autres précisions se rapportant à sa carrière de peintre.[14],[i].
- 2006 : Neil Jeffares , dans l’ouvrage cité, souligne la différence de tempérament entre Louis Vigée et La Tour :

« Le contraste entre les personnalités de Vigée et de La Tour se reflète  dans leurs approches respectives des portraits : Vigée se contente de ne pas trop travailler ses pastels, obtenant ses résultats avec rapidité et économie; les hachures, souvent peu soignées, reflètent l'écriture que l'on retrouve dans sa signature. »

## Œuvres
La majorité des œuvres de Louis Vigée appartiennent à des collectionneurs privés, seulement quelques-unes d'entre elles sont conservées dans des musées. De ce fait, en établir une liste exhaustive s'avèrerait difficile à réaliser.
L’artiste a peint un grand nombre de portraits intitulés: « Portrait d’homme/jeune homme », « Portrait de femme/jeune femme », « Portrait d’homme en buste » etc., sans datation et souvent non signés (donc attribués). Ceux-ci ne figurent pas dans la liste qui suit, qui aurait ainsi été inutilement conséquente. Ne sont mentionnés que les « Portrait de … » suivi soit du nom de la personne portraitisée, soit d’une précision ou d’un qualificatif qui les rend facilement reconnaissables.

Marie-Justine-Benoîte Cabaret du Ronceray, Madame Favard, en pèlerine, portrait présumé, pastel sur papier, 1745, Nationalmuseum,Stockholm.

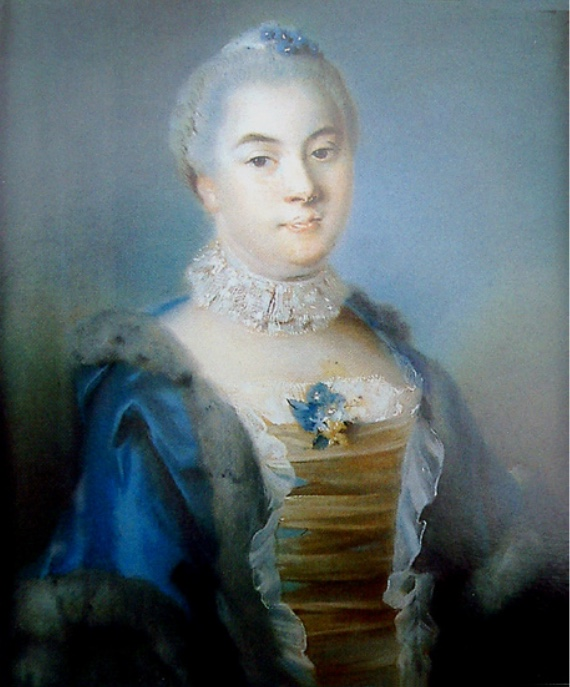
Louise-Julie Feydeau de Brou, comtesse de Boullongne de Nogent, pastel, 1753, Musée d'Art et d'Archéologie du Périgord, Périgueux.

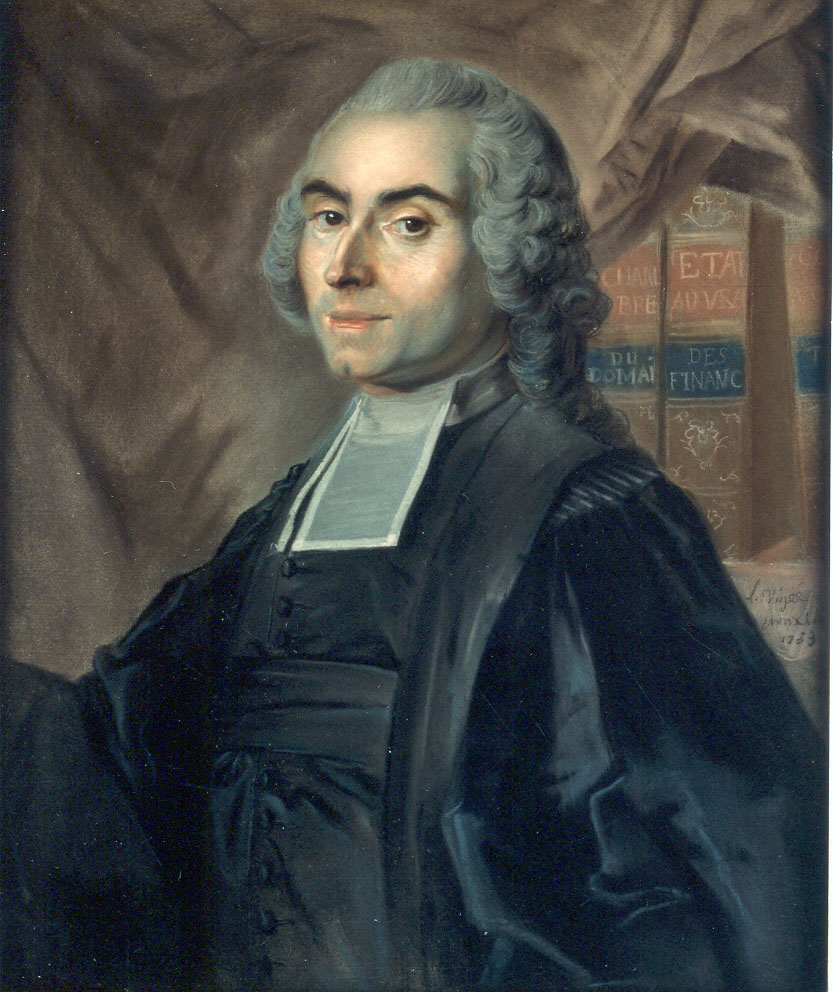
Portrait de Jean-Nicolas de Boullongne, pastel, 1753, Musée d'Art et d'Archéologie du Périgord, Périgueux.

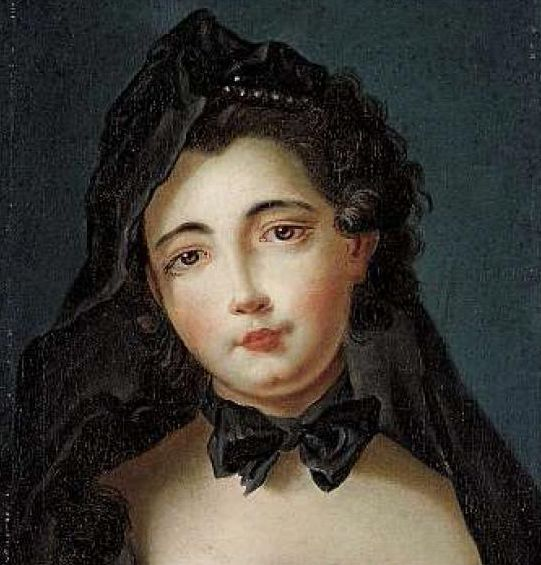
Portrait d'une jeune et jolie veuve,
Marie-Sophie-Charlotte de La Tour d'Auvergne, huile sur toile, datation inconnue, d’après Jean-Marc Nattier, collection particulière, localisation inconnue.

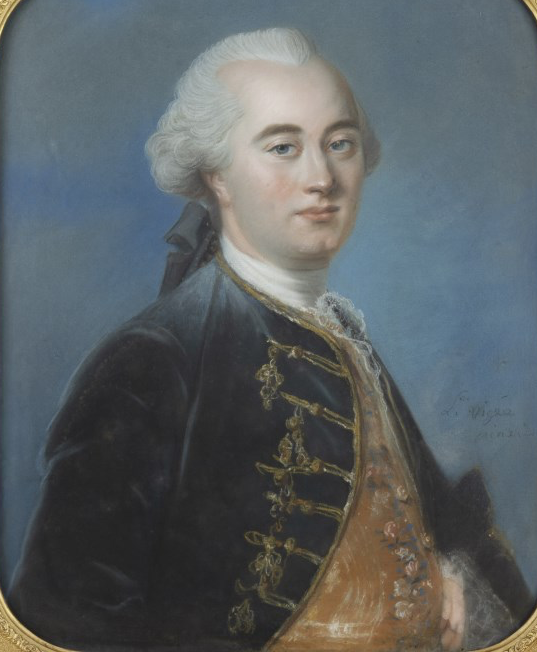
Portrait de Jean-Jacques Deluze (1728-1779), pastel, vers 1760, Musée d'Art et d'Histoire de Neuchâtel.

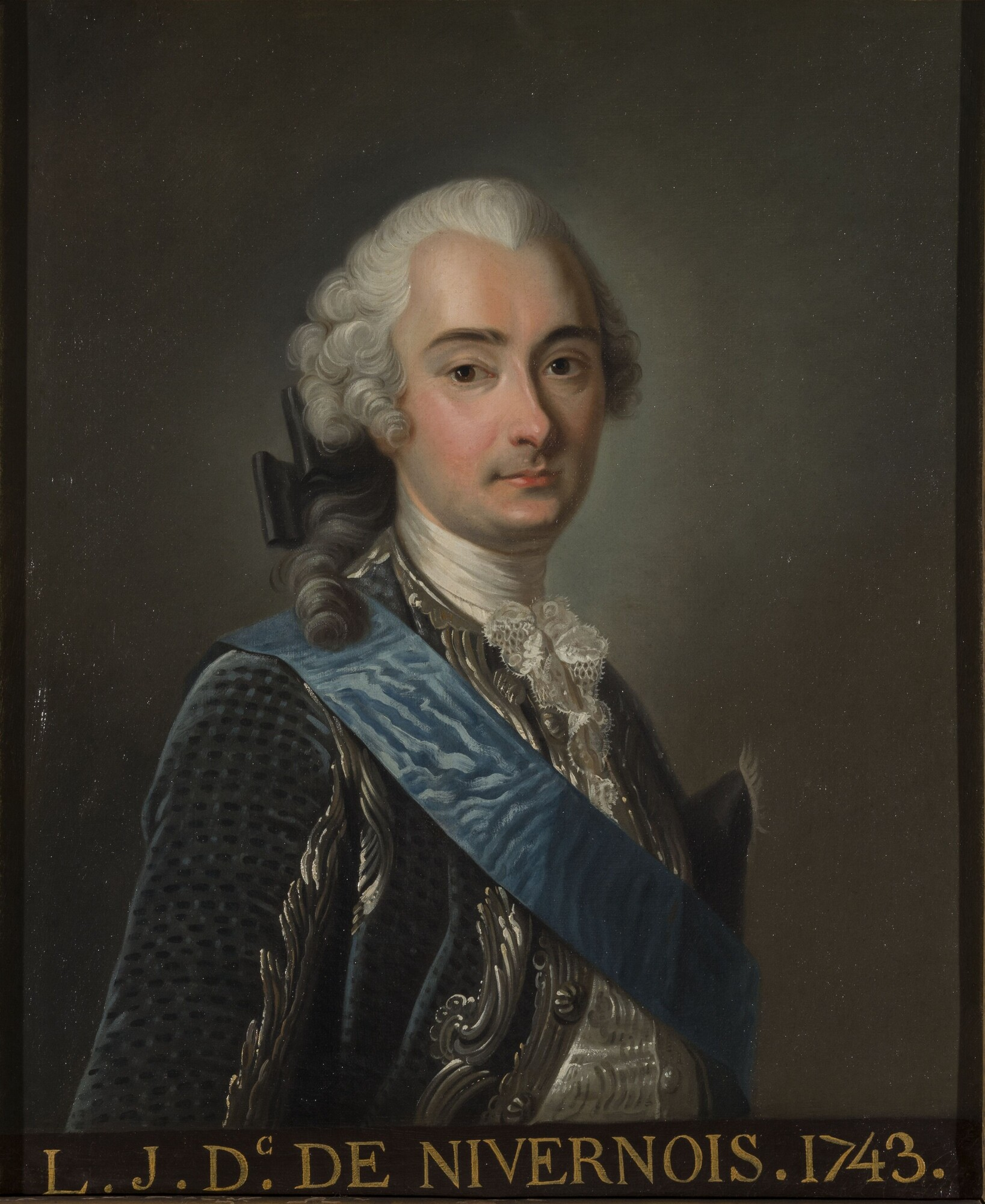
Portrait de Louis-Jules Mancini-Mazarini, duc de Nivernais, pastel, datation incertaine (vers 1743 ?), Palais de Versailles.

### Portraits datés

#### Portraits de femmes
- Portrait de la marquise de Pommereu d’Alligre, 1743[24] ;
- Madame Vigée, née Marguerite Trouvery, mère de l’artiste, pastel, 1744, collection particulière[25];
- Marie-Justine-Benoîte Cabaret du Ronceray, Madame Favard , en pèlerine , portrait présumé, pastel sur papier, 1745, Nationalmuseum,Stockholm (voir ci-contre);
- Louise-Julie Feydeau de Brou, comtesse de Boullongne de Nogent, pastel, 1753[22] , Musée d'Art et d'Archéologie du Périgord, Périgueux (voir ci-contre);
- Marquise de Romanie, 1754[26];
- Madame de Loménie de Brienne, née Marie-Louise, Anne, Constance Pourpardin d’Amanzy, pastel, 1758[27].

##### Modèles anonymes
- Portrait de femme, 1742[28];
- Portrait d’une jeune fille à la mantille noire, 1743[29];
- Portrait de femme en buste à la robe bleue, pastel, 1745[30].

#### Portraits d'hommes
- Portrait de Jean-Louis Petit , chirurgien, 1742[31];
- Portrait de Monsieur Jacques Fievet, 1749 [32];
- Portrait du marquis de Ménars, pastel, 1751, collection particulière[33];
- Carlo Bertinazzi, comédien, pastel, 1751[34] (voir ci-contre);
- Portrait de Jean-Nicolas de Boullongne, pastel, 1753[22], Musée d'Art et d'Archéologie du Périgord, Périgueux (voir ci-contre);
- Marquis de Romanie, 1754[26];
- Portrait de Paul-Charles-Marie, marquis de Loménie de Brienne, pastel, 1758[27];
- Portrait de Jean-Jacques Deluze (1728-1779), industriel neuchâtelois, pastel, vers 1760, Musée d'Art et d'Histoire de Neuchâtel, Suisse (voir ci-contre);
- Portrait de Monsieur Lebois, chef du service de la table de Louis XVI, pastel, 1742[35];
- Portrait de Louis-Jules Mancini-Mazarini, duc de Nivernais, pastel, datation inconnu (vers  1743 ?), Palais de Versailles (voir ci-contre).

##### Modèles anonymes
- Portrait d’homme en habit de velours gris, pastel, 1743[36];
- Portrait de gentilhomme en habit noir, la main au gilet bleu, pastel, 1744[37];
- Portrait d’un fermier général, en habit de velours bleu, gilet beige, 1750[38],[37];
- Les Pifferari, vers 1750 ?, pierre noire sur papier vergé, 25 × 20,5 cm, musée des Beaux-Arts d’Orléans;
- Homme au tricorne, pastel, 1751[34];
- Portrait de jeune femme en robe bleue, 1757[39];
- Portrait d’un abbé, 1764[40];
- Portrait d’un magistrat, 1764[41].

### Portraits non datés

#### Portraits de femmes
- Portrait de Madame de Bordeaux, pastel, datation inconnue (pendant du portrait de son mari)[42];
- Portrait de Charlotte Marguerite Elizabeth de Bourbon-Charolais, comtesse de Löwendal[43],[44];
- Portrait d'une jeune et jolie veuve, Marie-Sophie-Charlotte de La Tour d'Auvergne, huile sur toile, datation inconnue, d’après Jean-Marc Nattier, collection particulière, localisation inconnue[45](voir ci-contre);
- Mme Le Caron de Fleury, née Adélaïde Philiberte Bertrande de Longprez, pastel, datation inconnue, collection particulière (voir galerie).

##### Modèles anonymes
- Portrait de femme en Diane, pastel, datation inconnue[46];
- Portrait de femme en robe bordée de fourrure, pastel, datation inconnue;
- Portrait de femme, collier de perles autour du cou, robe bleue garnie d’un nœud au corsage et d’une bordure de fourrure, pastel, datation inconnue;
- Portrait de femme à la robe bleue, pastel sur papier, datation inconnue, signature au centre, à droite, collection particulière (voir galerie);
- Portrait de femme en bleu au manchon, datation inconnue[47];
- Jeune femme presque de face, un châle bleu posé sur l’épaule gauche, pastel datation inconnue;
- Portrait d’une jeune fille avec son chat, datation inconnue [48];
- Portrait d’une jeune fille avec une amulette et son chien, datation inconnue [49].

#### Portraits d'hommes
- Portrait  de Jean Astruc, médecin royal, en habit dessiné d'après nature, pastel, datation inconnue. Entre 1779 et 1795, le graveur Jacques-Louis Touzé a réalisé d'après cette toile (dont l’original est perdu), une estampe conservée à la Bibliothèque de la Sorbonne, Paris (voir galerie);
- Pierre-Augustin Caron de Beaumarchais, pastel, datation inconnue[42];
- Portrait d'Adrien-Louis de Bonnières, comte de Souastre, duc de Guines, pastel, datation incertaine (vers 1765 ?), collection particulière (voir galerie);
- Portrait de Monsieur de Bordeaux, pastel, datation inconnue (pendant du portrait de son épouse)[42];
- Portrait d'Antoine-François-Alexandre Boula de Nanteuil, pastel sur papier, datation inconnue, collection privée (voir galerie);
- Portrait du comte Chazelles, pastel, datation inconnue;
- Portrait de Claude Charles Le Caron de Fleury, pastel, datation inconnue, collection particulière (voir galerie) ;
- Portrait au pastel d'Olivier de Corancez, datation inconnue  (voir galerie);
- Jean Dupuy, marquis d’Aligne, pastel, datation inconnue;
- Portrait de monsieur Gourand Fauvel,pastel, datation inconnue;
- Portrait de Pierre de Jélyotte , pastel, datation inconnue (voir galerie) ;
- Portrait du docteur Antoine Louis (1723-1792), pastel, datation inconnue;
- Portrait de Louis-Jules Mancini-Mazarini, duc de Nivernais, pastel, datation incertaine (vers  1743 ?), Palais de Versailles (voir ci-contre);
- Portrait de Jacques-Charles Martin ( ? – 1776), sculpteur-marbrier, ancien directeur de l’Académie de Saint-Luc, pastel, datation incertaine (en 1750 ?)[50];
- Portrait présumé de Charles-Daniel, comte de Talleyrand-Périgord, datation inconnue (voir galerie).

##### Modèles anonymes
- Page africain habillé en Arlequin, pastel, datation inconnue[51];
- Portrait de jeune écolier, pastel, datation inconnue;
- Portrait d’un gentilhomme en habit rouge, assis, tenant une lettre devant une table sur laquelle sont posés des volumes de Montaigne, pastel, datation inconnue[52];
- Portrait de gentilhomme à la veste bleue et au gilet jaune, pastel, datation inconnue[53];
- Portrait de gentilhomme à la veste rouge en buste, pastel, datation inconnue;
- Portrait d’homme en habit gorge-de-pigeon, pastel, datation inconnue[52];
- Portrait d’homme en habit brun, gilet rouge, brodé d’or, pastel, datation inconnue[54];
- Portrait d’homme à la veste rouge,pastel, datation inconnue;
- Portrait d’homme portant l’ordre de saint Louis, vu en buste presque de face, pastel, datation inconnue;
- Portrait d’homme en buste à la veste bleue, pastel, datation inconnue;
- Portrait d’homme vu en buste de trois-quarts, pastel, datation inconnue[55].

(liste à compléter)

## Galerie

Quelques œuvres de Louis Vigée mentionnées ci-dessus.
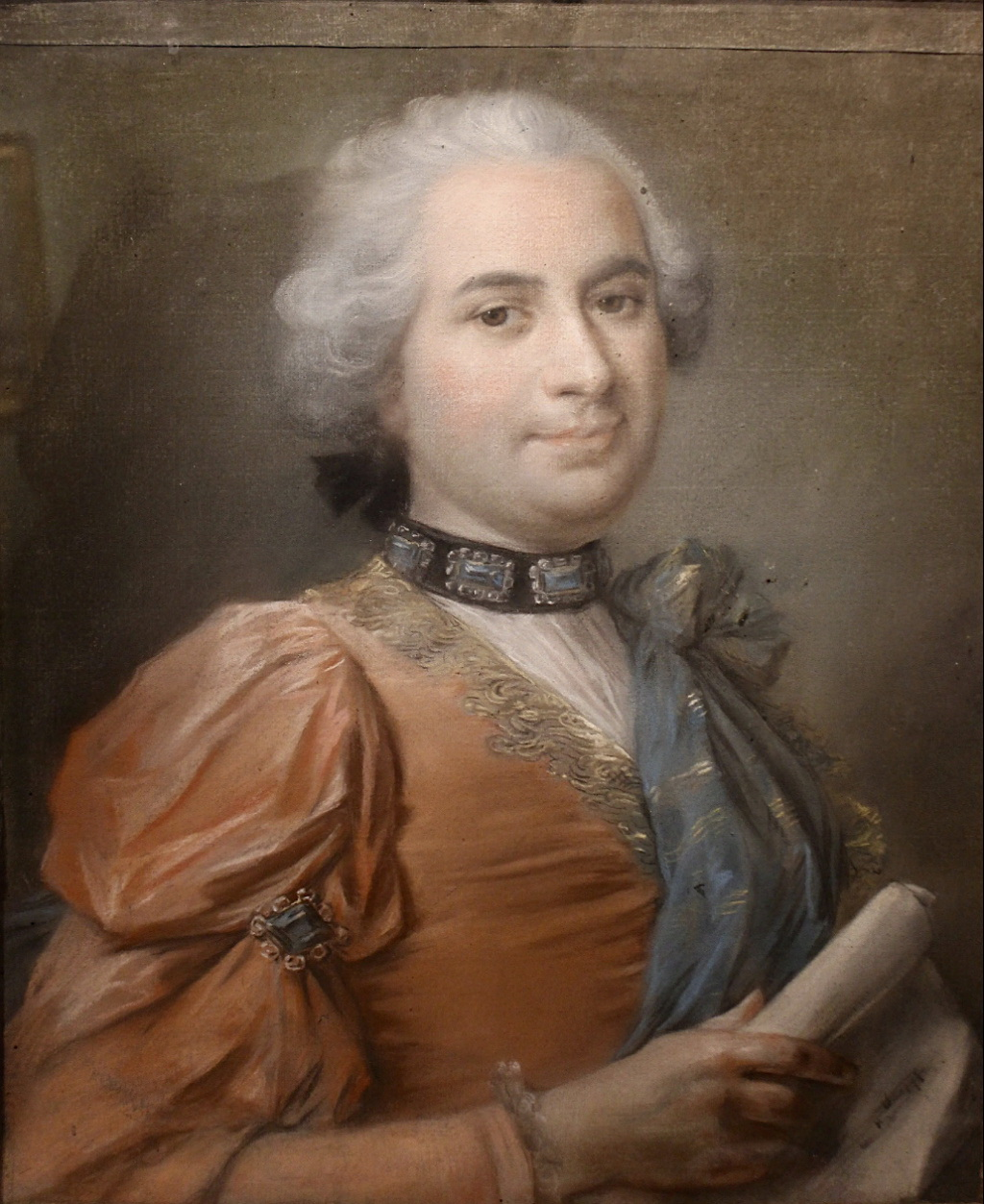
Portrait de Pierre de Jélyotte (attribué  à L.V), pastel sur deux feuilles assemblées, datation inconnue, collection particulière.
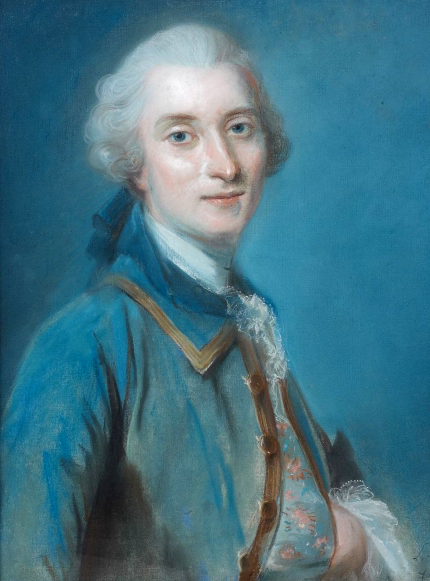
Portrait de Charles-Daniel de Talleyrand-Périgord, pastel sur toile, datation inconnue, collection particulière.
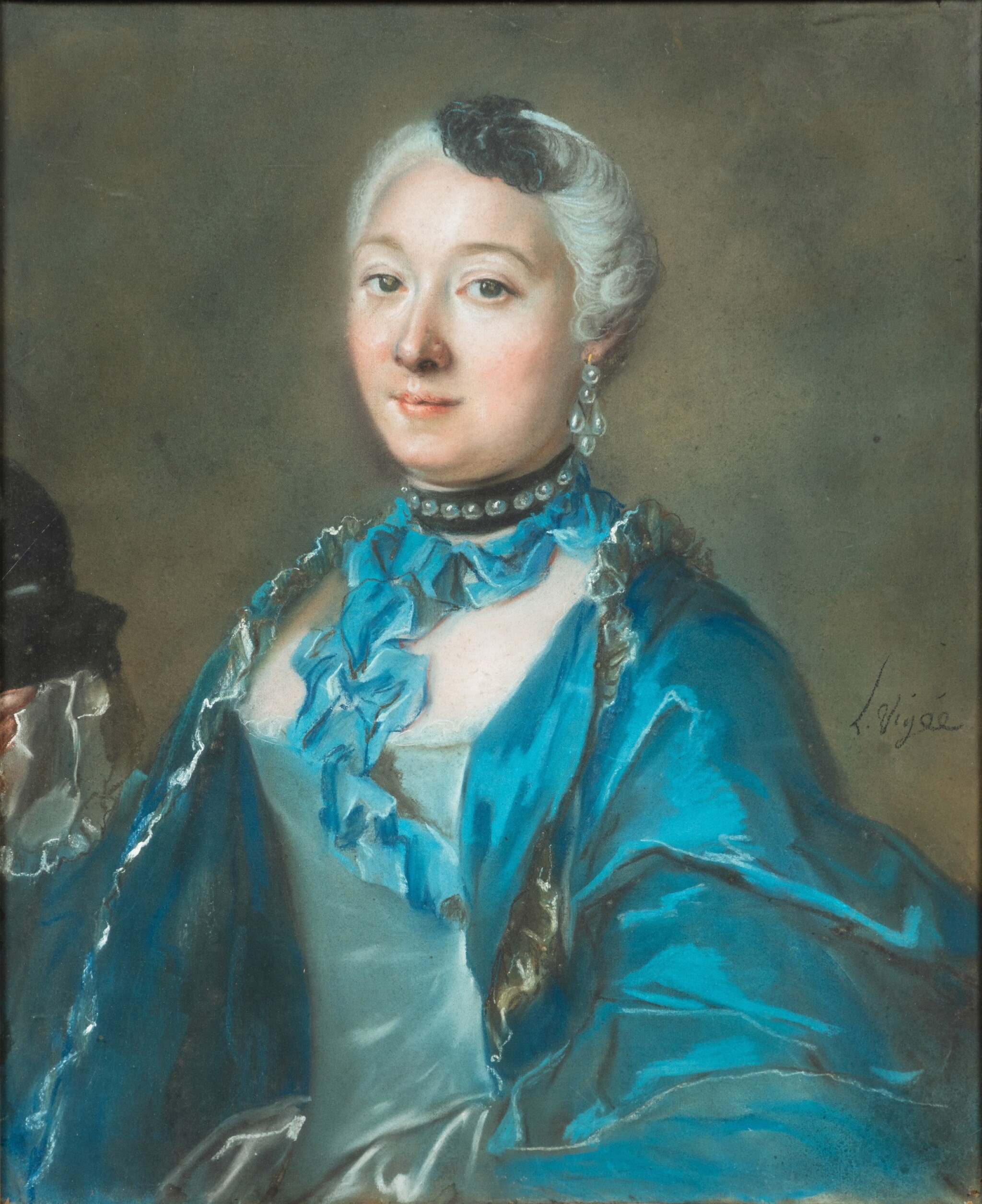
Portrait de femme à la robe bleue, pastel sur papier, datation inconnue, signature  au centre, à droite, collection particulière.
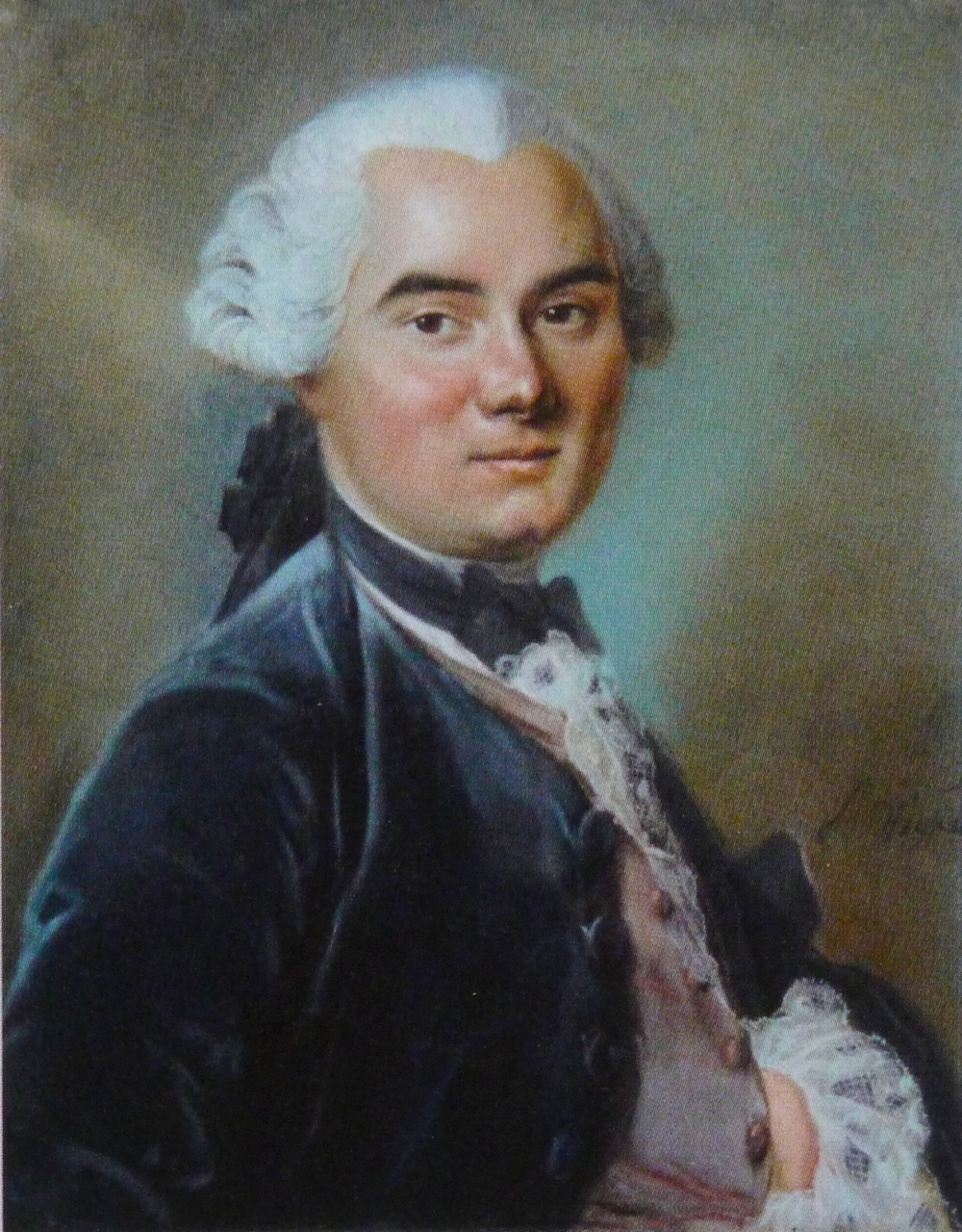
Portrait d'Olivier de Corancez , pastel, vers 1780, collection particulière.
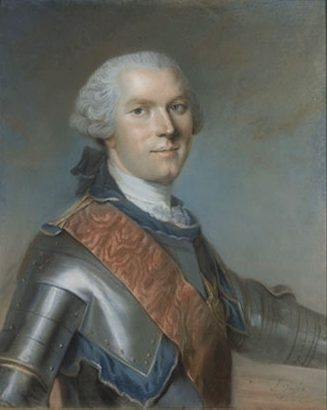
Portrait d'Adrien-Louis de Bonnières, comte de Souastre, duc de Guines, pastel, vers 1765, collection particulière.
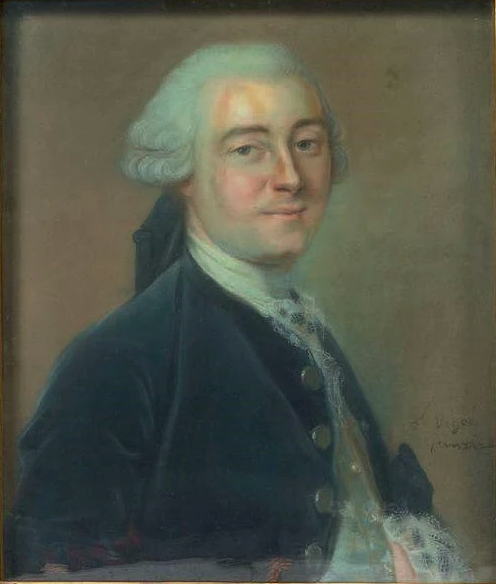
Portrait de Claude Charles Le Caron de Fleury, pastel, datation inconnue, collection particulière.
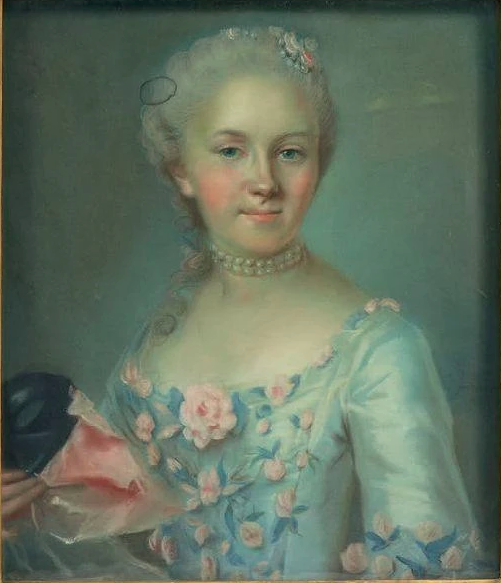
Mme Le Caron de Fleury, née Adélaïde Philiberte Bertrande de Longprez, pastel, datation inconnue, collection particulière.
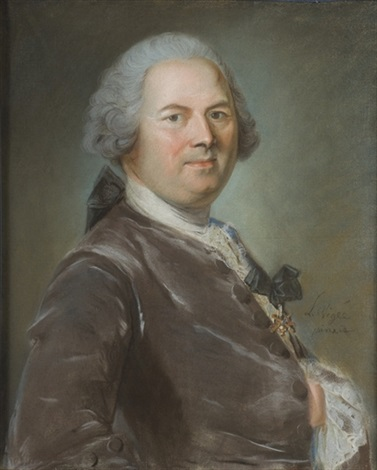
Portrait d'Antoine-François-Alexandre Boula de Nanteuil, pastel sur papier, datation inconnue, collection privée.

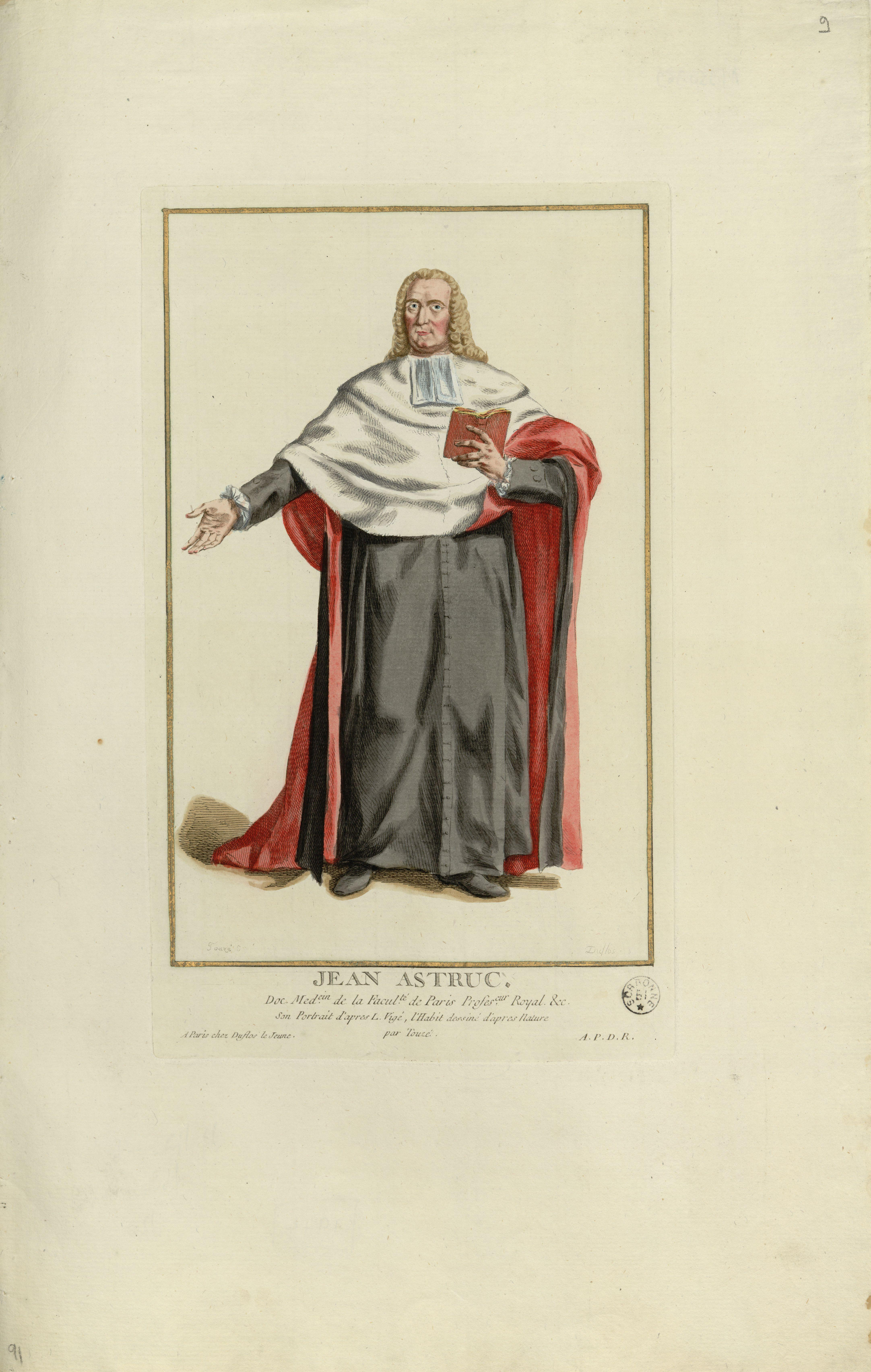
Portrait de Jean Astruc, médecin royal en habit dessiné d'après nature, gravure de Jacques-Louis Touzé, réalisée entre 1779 et 1795, d'après un pastel (perdu) de L. Vigée, dont la datation est inconnue. La gravure est conservée à la Bibliothèque de la Sorbonne, Paris.

## Sources et bibliographie
- Louis Dumont-Wilden, Le portrait en France, Bruxelles, Librairie Nationale d'Art et d'Histoire, 1909, 276 p., lire en ligne sur Internet Archive, le passage cité figure p.262 : . Consulté le 5 janvier 2024.
- Jean-Chrétien-Ferdinand Hœfer, Nouvelle Biographie générale : Depuis les temps les plus reculés jusqu’à nos jours, t. 46, Paris, Firmin-Didot, 1866, passage cité page 138, lire sur Internet Archive : . Consulté le 1er janvier 2024.
- (en) Neil Jeffares, Dictionary of pastellists before 1800 (préface de de Pierre Rosenberg), Unicorn Press, 2006, 758 p. (ISBN 9780906290866), voir page de couverture sur Google Livres: . Une édition de l’ouvrage  (Online edition) est accessible et téléchargeable gratuitement en ligne, dont 21 p. PDF sont consacrées  à Louis Vigée: Dictionary of pastellists before 1800.. Note: Les illustrations figurant à partir de la page 2, sont régulièrement mises  à jour, en fonction des ventes aux enchères proposant des pastels de Louis Vigée (la dernière date du 23 décembre 2023). Consulté le 7 janvier 2024.
- (en) Neil Jeffares, « Vigée dated pastels in chronogical order  (Liste chronologique des pastels datés de L.Vigée, 1742-1764) », sur pastellists.com, 2010, liste illustrée des pastels de Louis Vigée datés, classés par ordre chronologique de 1742 à 1764, 2p. PDF . Consultés le 7 janvier 2024.
- Gisèle Le Ray, « BnF Le blog Gallica : Être peintre: Élisabeth Vigée Le Brun (1) : Les femmes artistes à l’Académie », 7 juin 2022 (consulté le 13 janvier 2024).
- Paul Ratouis de Limay, Le Pastel en France au XVIIIe siècle, Paris, Éditions Baudinière, 1946, 235 p., à partir de la page 68 (32 planches hors texte), voir page de couverture en ligne sur Google Livres : . Consulté le 1er février 5. Note: La seconde partie de l'ouvrage reprend les p.153-224 du Dictionnaire des pastellistes, même auteur.
- Adolphe Siret, Dictionnaire historique des peintres de toutes les époques, Paris, A. Lacroix et Cie, Éditeurs, 1874, 1168 p., lire sur Gallica, entrée Louis Vigée p. 972 , lire en ligne : . Consulté le 5 janvier 2024.
- Louise-Élisabeth Vigée Le Brun, Anne Sefrioui et Catherine Berthoud (préf. Jean Chalon), Mémoires d’une portraitiste 1755-1842, Paris, Édition Scala, 1997, 222 p. (EAN 9782866561680), lire compte-rendu de Claude Michaud sur Persée: L. Élisabeth Vigée Le Brun. Mémoires d’une portraitiste 1755-1842.. Consulte le 5 janvier 2024.
- Élisabeth Vigée Le Brun, Souvenirs. Lettres à la Princesse Kourakin., Paris, Fournier, 1835-1837, 354 p., passage cité p. lire sur Gallica Élisabeth Vigée Le Brun. Souvenirs., ouvrage réédité chez Cohen & Cohen, 3 volumes, 600 p. , 300 illustrations, 2015,  (ISBN 978-2367490267). Consulté le 5 janvier 2024.
- « Louis Vigée », sur gw.geneanet.org (consulté le 5 janvier 2024).